# VV Baronie in het seizoen 1960/61
Het seizoen 1960/1961 was het zesde jaar in het bestaan van de Bredase betaaldvoetbalclub Baronie. De club kwam uit in de Tweede divisie en eindigde daarin op de vijfde plaats. Tevens deed de club mee aan het toernooi om de KNVB beker, hierin werd de club in de groepsfase uitgeschakeld.

## Wedstrijdstatistieken

### Tweede divisie
|       | De Graafschap | Haarlem | Hilversum | LONGA | N.E.C. | Oldenzaal | PEC   | Rigtersbleek | Roda Sport | Tubantia | UVS   | De Valk | Velox | Wilhelmina | Zeist | Zwartemeer | Zwolsche Boys |
| ----- | ------------- | ------- | --------- | ----- | ------ | --------- | ----- | ------------ | ---------- | -------- | ----- | ------- | ----- | ---------- | ----- | ---------- | ------------- |
| Thuis | 1 – 0         | 1 – 1   | 3 – 0     | 0 – 2 | 2 – 3  | 1 – 2     | 3 – 0 | 4 – 0        | 0 – 1      | 7 – 2    | 0 – 1 | 6 – 2   | 0 – 1 | 1 – 0      | 6 – 0 | 4 – 0      | 2 – 1         |
| Uit   | 3 – 3         | 0 – 0   | 3 – 1     | 1 – 2 | 5 – 3  | 0 – 1     | 1 – 2 | 1 – 2        | 1 – 0      | 2 – 2    | 0 – 1 | 2 – 3   | 1 – 1 | 3 – 4      | 3 – 0 | 0 – 0      | 0 – 2         |

### KNVB beker
| Groepsfase                                    | RBC                                                                     | 5 – 3 (2 – 2) | Baronie                                                 |
| 14 augustus 1960 Plaats: Dordrecht De Luiten  | Cor van Zandvliet –', –' René van de Boom Benny van Hees Chris de Vries |               | –' Ad van Ierssel –' Kees van Beers –' Henk van Ierssel |
| Groepsfase                                    | Baronie                                                                 | 1 – 3 (1 – 1) | D.F.C.                                                  |
| 17 augustus 1960 Plaats: Breda De Blauwe Kei  | Frans Remie 35'                                                         |               | 30', –' Fons van Rosmalen 80' Hans de Vos               |
| Groepsfase                                    | NAC                                                                     | 1 – 1 (0 – 1) | Baronie                                                 |
| 18 september 1960 Plaats: Breda Beatrixstraat | Jacques Visschers 67'                                                   |               | 19' Ad Kop                                              |
| Groepsfase                                    | EBOH                                                                    | 2 – 1 (1 – 0) | Baronie                                                 |
| 30 oktober 1960 Plaats: Breda De Blauwe Kei   | Ad Kop 35' Kees Groeneveld 67'                                          |               | 75' Arie Hegemans                                       |

## Statistieken Baronie 1960/1961

### Eindstand Baronie in de Nederlandse Tweede divisie 1960 / 1961
| Stand | Gespeeld | Gewonnen | Gelijk | Verloren | Punten | Doelpunten voor | Doelpunten tegen |
| ----- | -------- | -------- | ------ | -------- | ------ | --------------- | ---------------- |
| 5e    | 34       | 18       | 6      | 10       | 42     | 68              | 42               |

### Topscorers
| #                | Naam                        | Goal |
| ---------------- | --------------------------- | ---- |
| 1.               | Kees Groeneveld             | 24   |
| 2.               | Frans Remie                 | 14   |
| 3.               | Ad van Ierssel              | 8    |
| 4.               | Henk van Ierssel            | 4    |
| 4.               | Ad Kop                      | 4    |
| 6.               | Theo Bilok                  | 2    |
| 6.               | Piet van den Broek          | 2    |
| 8.               | C. A. Schets                | 1    |
| 8.               | Koos Sins                   | 1    |
| Eigen doelpunten |                             |      |
| 1.               | L.G. Cleven (De Valk)       | 1    |
| 1.               | Karel Wigger (Rigtersbleek) | 1    |
| Totaal           | Totaal                      | 68   |

| #      | Naam             | Goal |
| ------ | ---------------- | ---- |
| 1.     | Ad Kop           | 2    |
| 2.     | Ad van Ierssel   | 1    |
| 2.     | Kees van Beers   | 1    |
| 2.     | Henk van Ierssel | 1    |
| 2.     | Frans Remie      | 1    |
| 2.     | Kees Groeneveld  | 1    |
| Totaal | Totaal           | 7    |

## Voetnoten
Baronie · De Graafschap · Haarlem · Hilversum · LONGA · N.E.C. · Oldenzaal · PEC · Rigtersbleek · Roda Sport · Tubantia · UVS · De Valk · Velox · Wilhelmina · Zeist · Zwartemeer · Zwolsche Boys